# Delindeite
La delindeite è un minerale appartenente al supergruppo della seidozerite.